# Phoenicophorium borsigianum
Phoenicophorium borsigianum är en enhjärtbladig växtart som först beskrevs av Karl Heinrich Koch, och fick sitt nu gällande namn av Stephen Conrad Stuntz. Phoenicophorium borsigianum ingår i släktet Phoenicophorium och familjen Arecaceae. Inga underarter finns listade i Catalogue of Life.

## Bildgalleri

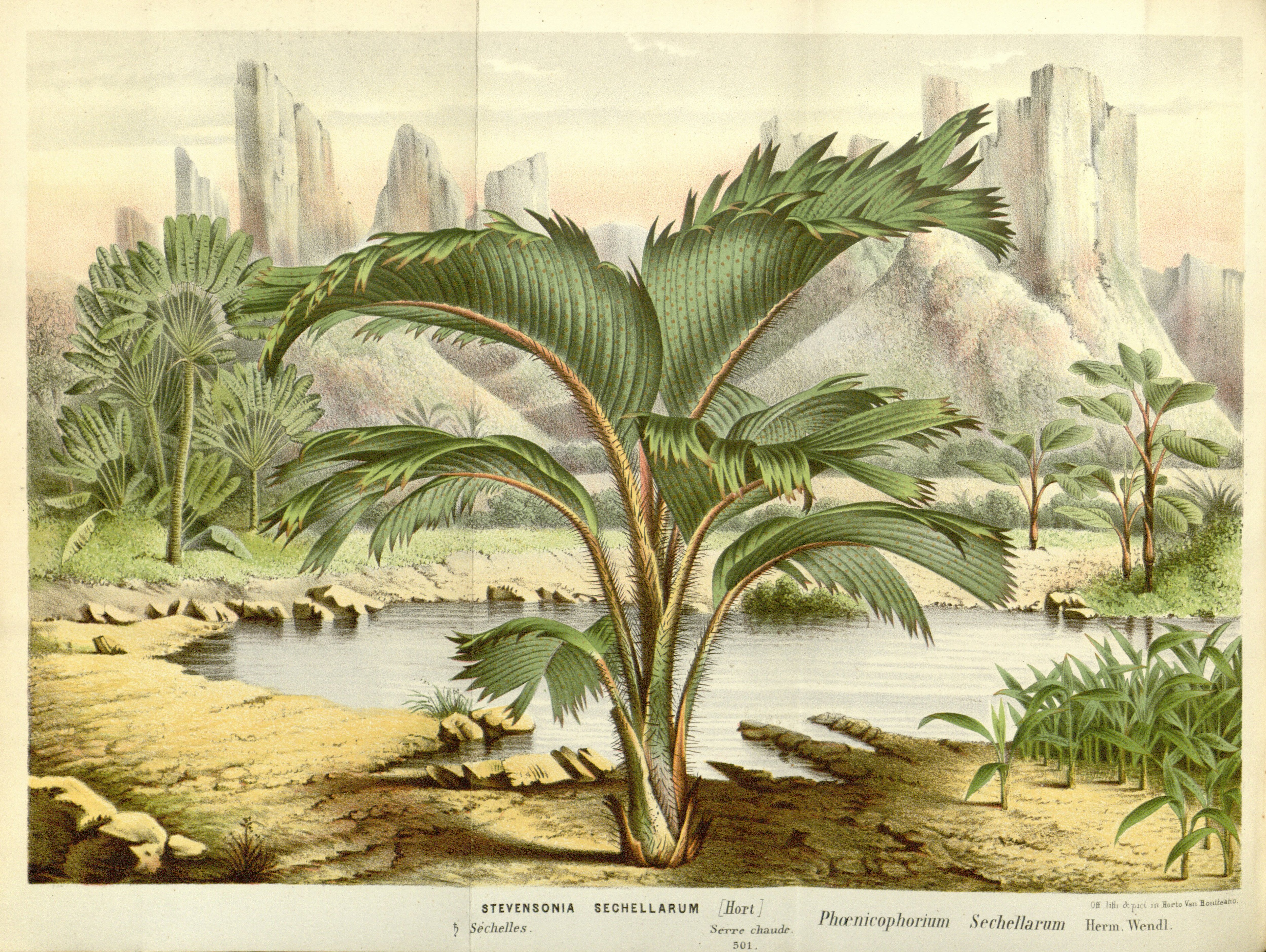
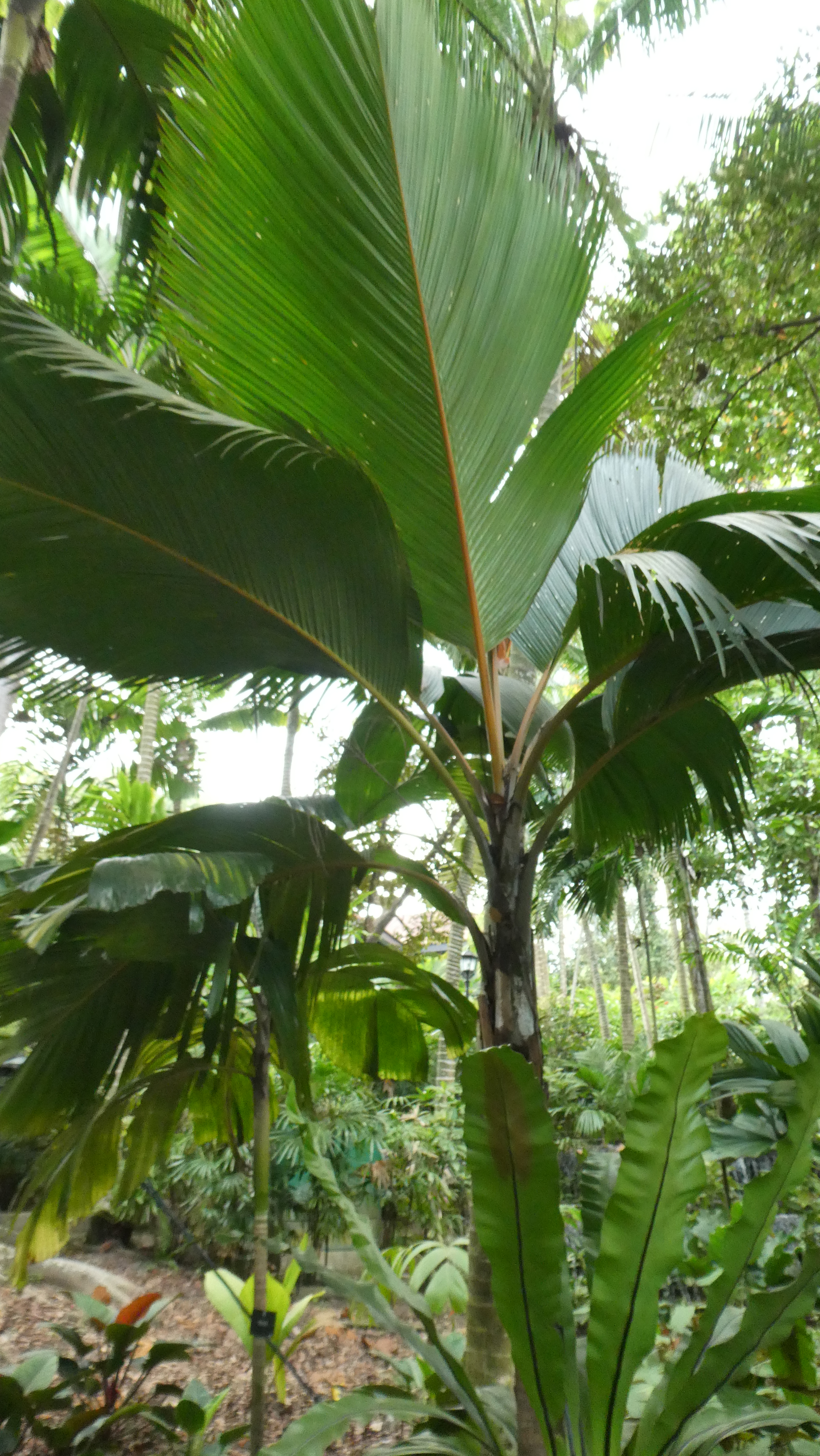